# Lorenzo Latorre
Lorenzo Antonio Inocencio Latorre Jampen, més conegut com a Lorenzo Latorre (Montevideo, Uruguai, 28 de juliol de 1844 - Buenos Aires, Argentina, 18 de gener de 1916), va ser un militar i polític uruguaià, President de la República de facto entre els anys 1876 i 1879 i de forma constitucional des de 1879 fins a l'any 1880. Se li reconeix com el responsable, entre altres coses, de la primera modernització del país i la seva conversió al capitalisme modern.

## Biografia
El 10 de març de 1876 es va efectuar una àmplia reunió de comerciants, hisendats i estrangers residents que davant de l'acefàlia al poder i les greus crisis que enfrontava el país, degut en gran part a la inoperància dels governs democràtics, van decidir oferir-li el poder al Ministre de Guerra, el Coronel Lorenzo Latorre. Aquest va acceptar i va prendre el poder com "governador provisori". Els objectius principals del règim latorrista van ser l'assoliment de la pau interna i l'ordre (a la campanya, sobretot) i l'afirmació del dret a la propietat privada.
El militarisme va significar des de l'angle polític, la substitució dels partits tradicionals - Nacional i Colorado - pel govern dels grups de pressió més forts en l'econòmic, aliats al grup de pressió més forta al poder real i coactiu: l'exèrcit. La inoperància, la debilitat i el to artificial que havia assumit gradualment la superestructura política de la República, es va traduir doncs en una assumpció del poder gairebé directa per part de l'alt comerç, la classe alta rural i els inversors estrangers. Latorre es va basar en els progressos tècnics de l'època, per consolidar l'estabilitat política del país.
El Màuser i el Remington li van donar a l'exèrcit un poder incontrastable i inabastable per als revolucionaris pel seu cost. La importància del telègraf rau a la velocitat per transmetre informació fins als llocs més allunyats de la capital. El ferrocarril va permetre el ràpid trasllat de tropes, per sufocar les revolucions.
També va produir una modernització de l'aparell jurídic, substituint els alcaldes per jutges lletrats departamentals. Simultàniament es van aprovar els Codis de Procediment Civil i Instrucció Criminal el 1878, així com el Codi Rural i la creació del Registre d'Embargaments i Interdiccions.
El 1879 es va aprovar la Llei de Registre d'Estat Civil, amb la qual va passar a les mans de l'Estat una funció realitzada fins al moment per l'Església. Els jutjats de Pau, van començar a portar quatre registres: de naixements, de defuncions, de matrimonis i de reconeixements i legitimacions.
En matèria econòmica i per millorar les condicions del camp, Latorre es va cerciorar de la consolidació del dret de propietat privada mitjançant el Codi Rural de 1879, que establia la medianería obligatòria, el que li va donar un enorme impuls el cercamiento dels camps. Va establir l'Oficina General de Marques i Senyals de Bestiar al qual havia de sol·licitar-se les marques de bestiar per evitar repeticions i fraus i assegurar la propietat del bestiar.
Una altra mesura que es va implantar com ajuda per consolidar l'ordre intern a la campanya, va ser l'autorització donada als grans propietaris per establir policia particular a càrrec del comissari.
El filferro va consolidar el règim vigent de la propietat de la terra. En segon terme, va eliminar el minifundista ramader i va provocar la primera desocupació al país. A l'eliminar el treball de molts peons, agregats i puesteros. El qual va provocar la seva concentració als suburbis dels poblats, de ciutats de l'interior i a Montevideo, donant origen al que es va començar a conèixer com "ranxos".

## Reforma
Una de les reformes més importants durant el govern del Coronel Latorre va ser l'educativa, impulsada per José Pedro Varela qui es trobava l'avantguarda en matèria dels nous corrents pedagògics.
Latorre no va desenvolupar un govern a favor de la classe militar, però va tenir importants quantitats d'autoritarisme, la qual cosa va ajudar per forjar un Poder Central capaç d'encarrilar el país en les normes necessàries per al desenvolupament d'una economia moderna, és a dir, capitalista. Defensa de la propietat privada de la terra i del bestiar, establiment del patró or, represa del pagament del deute públic; però, també modernització tècnica i administrativa de l'Estat.
Durant el seu període de govern - de facto - va actuar com un dèspota, desterrant els seus opositors i imposant-los penes de treballs forçats.
Tenint l'antiguitat necessària per fer-ho, mai no va ascendir General, per donar l'exemple d'austeritat, ja que això significaria un augment de sou. A causa d'això és conegut com el Coronel Lorenzo Latorre.

## Últims anys
Quan va ser elegit constitucionalment president es va veure impossibilitat de governar a causa que no estava acostumat a fer les coses per les vies legals i per això va renunciar declarant al seu discurs que els uruguaians eren "ingobernables".
Es va exiliar a Buenos Aires, on va morir en la pobresa.